# Dingle Lake
Der Dingle Lake (in Australien Lake Dingle) ist ein Salzwassersee an der Ingrid-Christensen-Küste des ostantarktischen Prinzessin-Elisabeth-Lands. In den Vestfoldbergen liegt er auf der Breidnes-Halbinsel unmittelbar westlich des Stinear Lake.
Norwegische Kartografen kartierten ihn anhand von Luftaufnahmen, die bei der Lars-Christensen-Expedition 1936/37 entstanden. Das Antarctic Names Committee of Australia (ANCA) benannte den See nach William Robert John Dingle (1920–2016), Leiter der Davis-Station im Jahr 1957.